# Joan Granés i Noguer
Joan Granés Noguer (Palafrugell, 1905 - 1928) fou un escriptor de Palafrugell i un gran admirador de Valéry. Destacà aviat pel seu talent amb la pluma, escrivint per La Nau, però una malaltia respiratòria li va impedir continuar escrivint, ja que morí a l'edat de 22 anys. Va néixer a Palafrugell el 3 de setembre de 1905 fill de Pelai Granés Cruanyes i Dolors Noguer Parés. Va estudiar al col·legi dels Maristes, i pel seu compte va aprendre anglès, francès, alemany i italià. Als 14 o 15 anys anà a viure una temporada a casa els seus oncles a Barcelona; allà una pleura li atacà el pulmó que li quedà definitivament afectat. La malaltia l'obligà a passar llargues estades a Palafrugell, dedicat a la lectura, a l'escriptura de dietaris i cartes. Admirava Paul Valéry de qui en copiava poemes.
Era una persona molt observadora, concentrada i crítica, sistemàtica en els estudis i rigorosa en el treball i lector voraç. Fou introduït en els ambients culturals barcelonins per part de Joan Estelrich, Josep Pla i Àngel Ferran. Pla i Ferran el varen presentar a l'Ateneu Barcelonès el novembre de 1927 i possiblement va ser Estelrich qui li va obrir les portes de La Nau, de Rovira i Virgili. A La Nau hi va publicar diversos articles, entre entrevistes, comentaris literaris, artístics i d'actualitat.
Va morir el 22 de gener de 1928 als 22 anys a conseqüència d'una grip que li agreujà els problemes respiratoris que patia des de feia anys. El seu fons documental es conserva a l'Arxiu Municipal de Palafrugell.
El 2010 es publicà el seu dietari amb el títol El mirall inhumà.